# ラクテンチ別府ラクテンチケーブル線

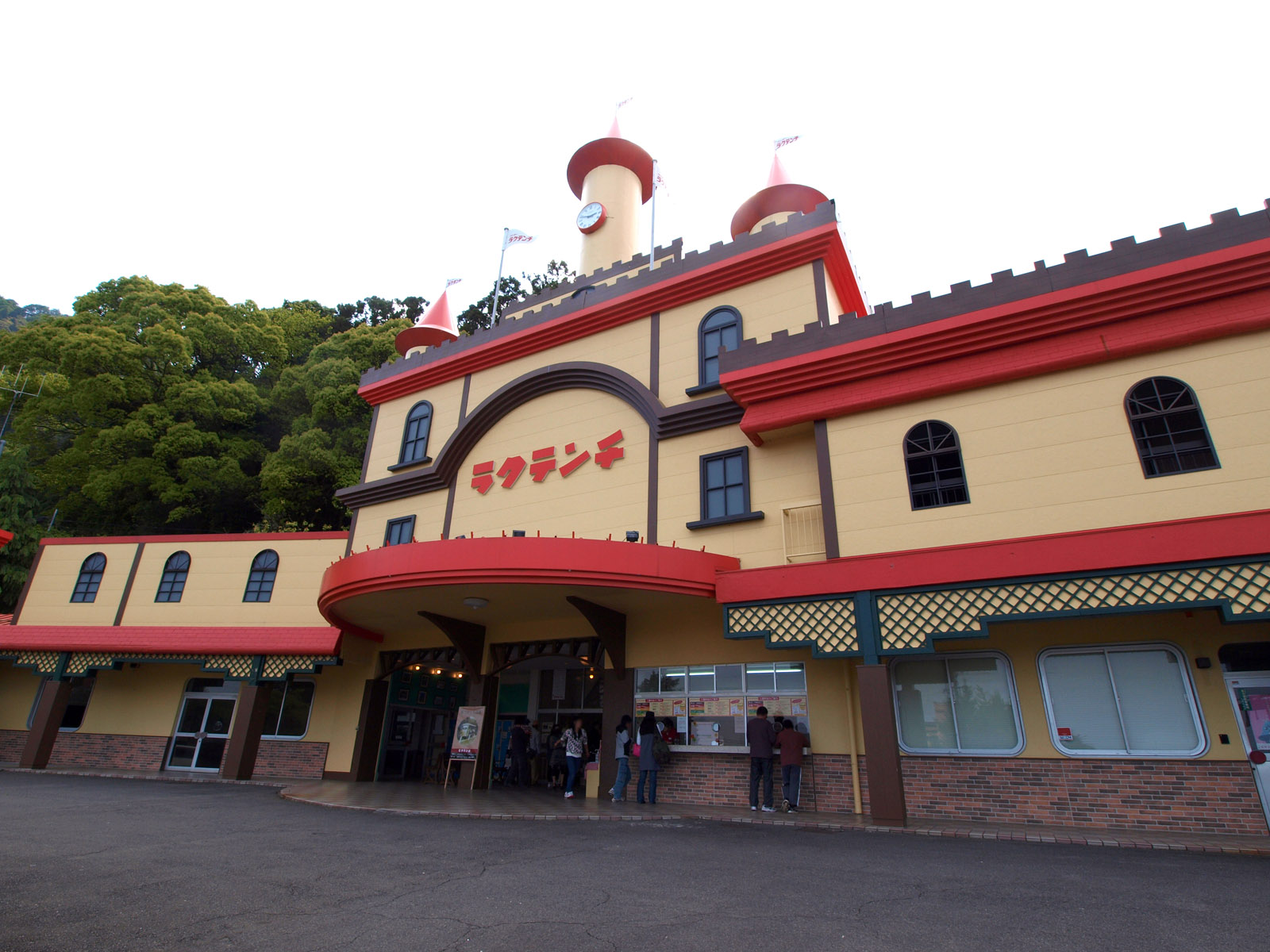
雲泉寺駅（ラクテンチ下駅）

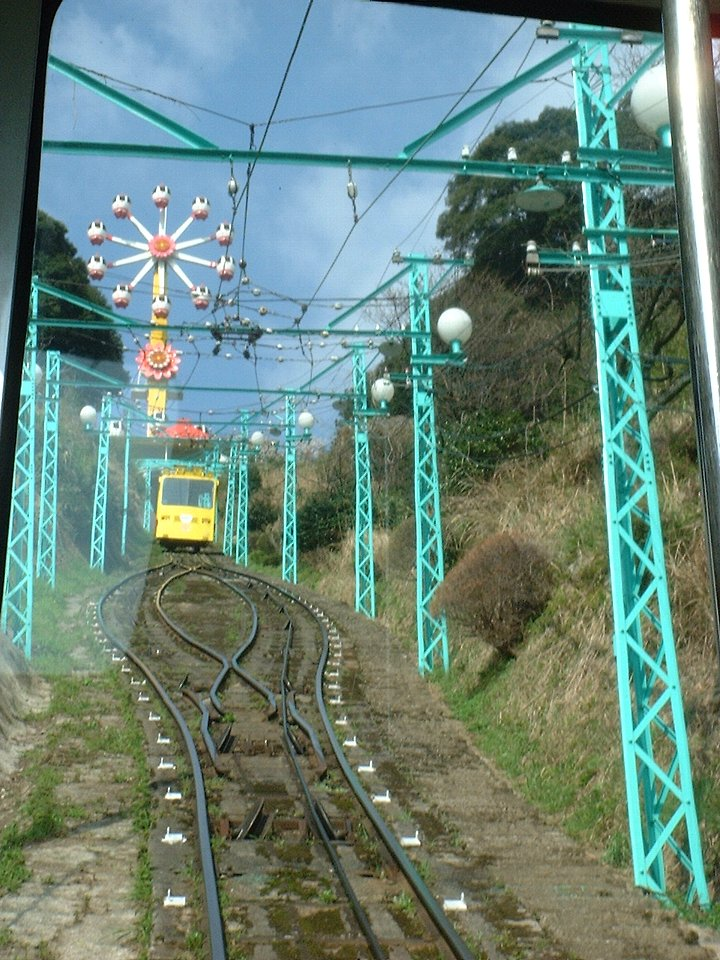
中間地点（リニューアル前）

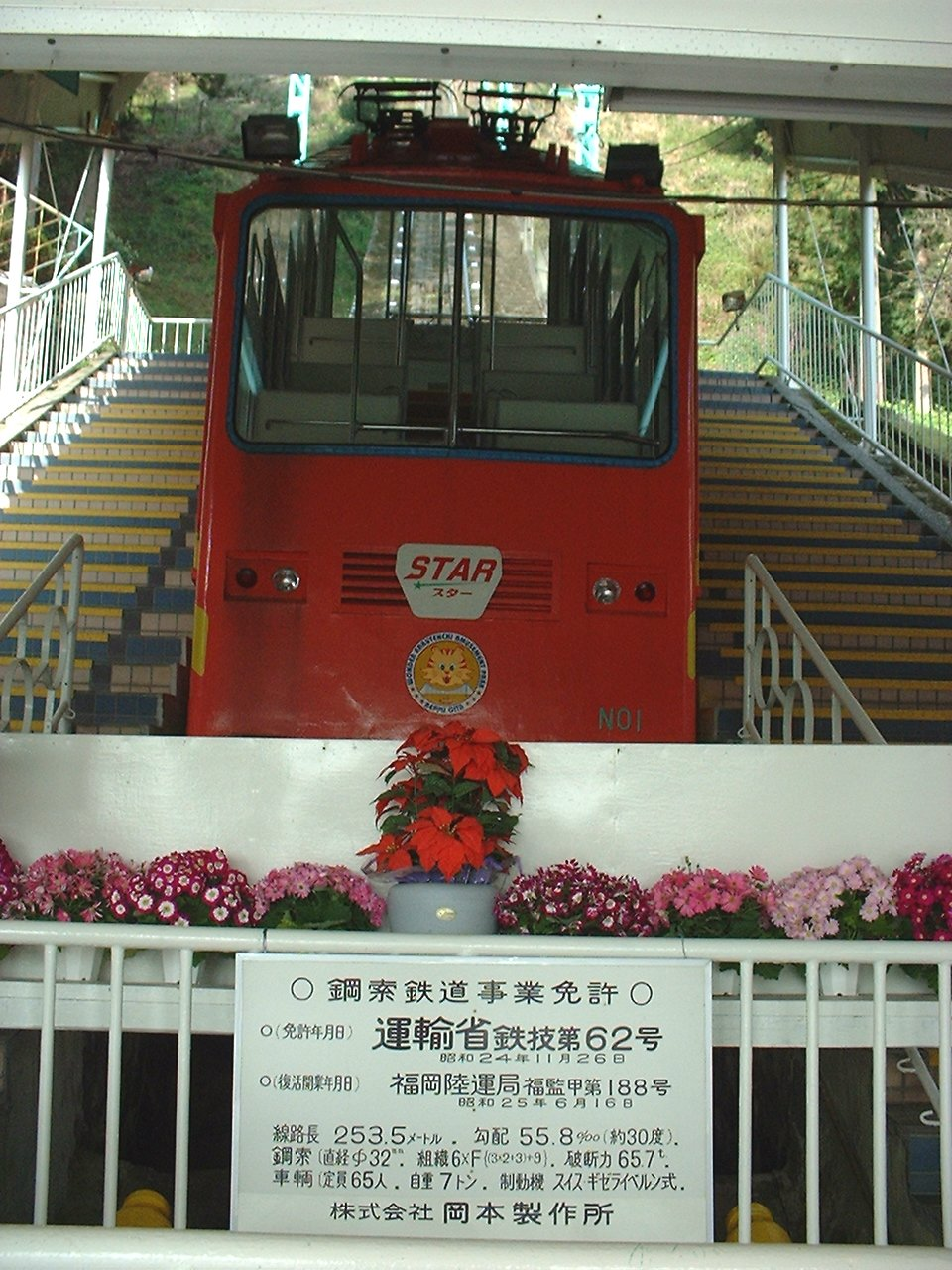
鉄道事業免許証とリニューアル前の車両（スター号。雲泉寺駅にて）

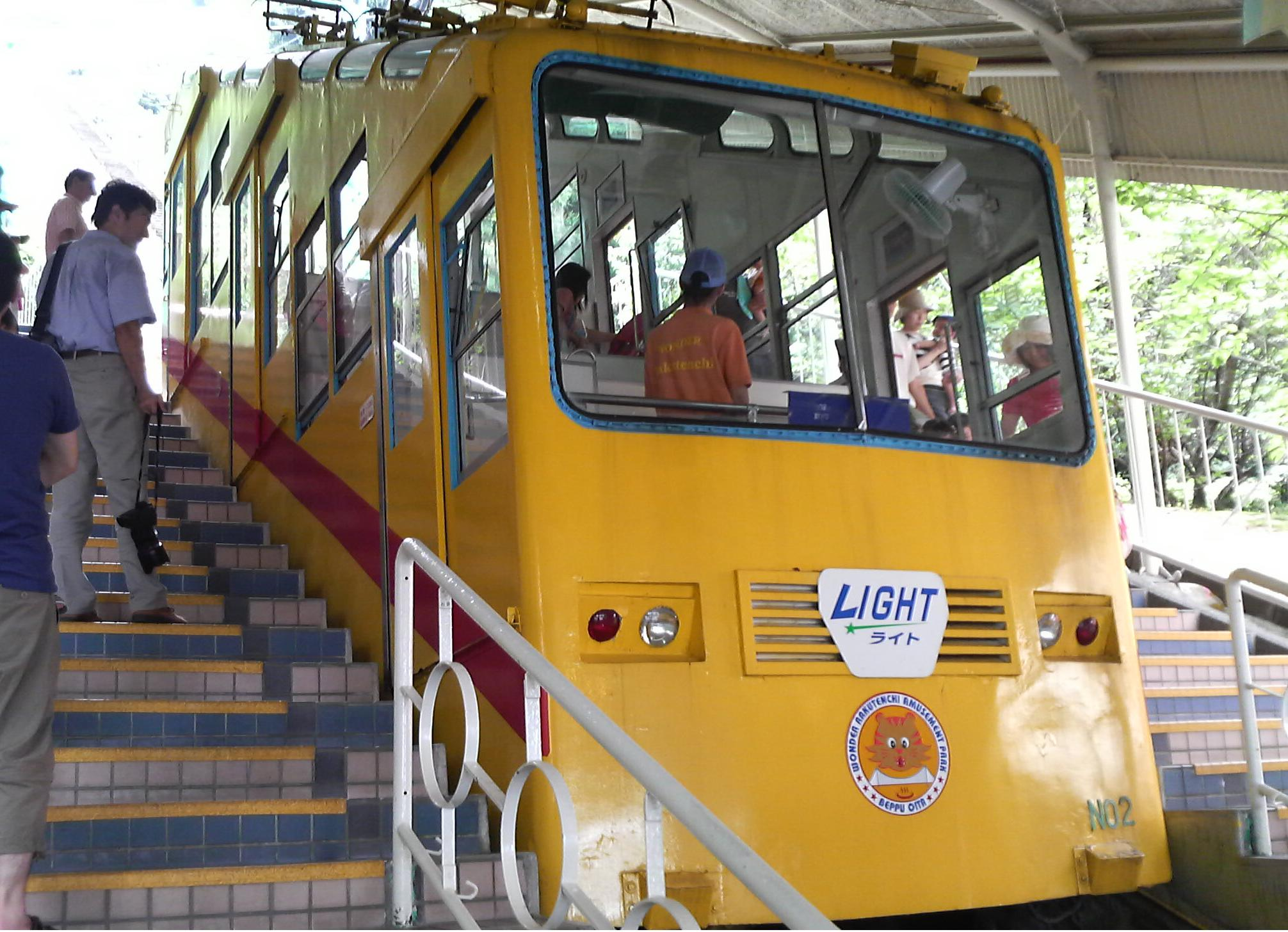
リニューアル前の車両（ライト号）

別府ラクテンチケーブル線（べっぷラクテンチケーブルせん）は、ラクテンチが大分県別府市内で運行しているケーブルカー路線である。

## 路線データ
- 路線距離（営業キロ）：0.3km（より正確な距離は253.5m）
- 方式：単線2両交走式
- 軌間：1067mm
- 駅数：2駅（起終点駅含む）
- 高低差：
- 最急勾配：558‰
- 最緩勾配：480‰

## 概要
大分県別府市の立石山中腹にある遊園地「ラクテンチ」への入園者輸送のためのケーブルカーで、遊園地とともに株式会社ラクテンチが運営している。
遊園地「ラクテンチ」およびケーブルカーは1929年（昭和4年）に開業した。1954年（昭和29年）からは別府国際観光が運営していたが、経営難に陥ったため、2003年（平成15年）11月に大阪市に本社を置き遊具機械の製作・再生および中古遊具による遊園地の再生事業を手がけている岡本製作所に営業譲渡され、遊園地は「別府ワンダーラクテンチ」となった。しかしその後も来園者数の減少に歯止めがかからず、2008年（平成20年）7月に岡本製作所が別府ワンダーラクテンチからの運営撤退を表明し、譲渡先が決まらなければ8月末で閉園するとしていた。
同年8月18日までに、大分県大分市に本社を置く不動産・観光事業会社九州観光ホームグループに事業譲渡することで両者が同意し、9月1日以降も営業は継続されることになったものの、11月上旬になって事業譲渡交渉が白紙に戻され、11月30日を最後に遊園地ともども営業を休止することになった。岡本製作所は別の企業と譲渡交渉を行っていたものの、鉄道事業法に基づく許可の必要なケーブルカーの譲渡が難しく、自社で営業を再開することを決定した。2009年（平成21年）のゴールデンウィーク前の再開を目指していたが、当初の予定より遅れて7月18日に「ラクテンチ」としてリニューアルオープンし、同時に車両の前面部分は近鉄生駒ケーブルを思わせる「犬」と「猫」を模したデザインのものに模様替えされた。
2018年（平成30年）6月1日、岡本製作所はラクテンチの事業を株式会社ラクテンチに会社分割し、株式会社ラクテンチは地元でガソリンスタンドなどを展開する西石油グループに事業譲渡された。

## 車両
2009年のリニューアルで前面をFRP装飾で模様替えした車両は一般募集で愛称が決められた。2010年4月25日にその命名式が行われ、県内外から寄せられた694通の応募の中から「ドリーム号」（犬型）と「メモリー号」（猫型）の愛称が付けられた。
リニューアル前の車両は、1号車は赤色で「スター」、2号車は黄色で「ライト」の愛称が付けられていたほか、別府国際観光の運営末期は1号車が「はくちょう」、2号車が「ぱんだ」の愛称で、共に青色で前面には愛称名の動物の絵が描かれていた。
2019年6月3日限りで犬の「ドリーム号」と猫の「メモリー号」としての運転を終了した。
同時に開園90周年特別企画としてケーブルカーのデザインコンテストが行われ、翌2020年8月にはその受賞作品を基に「ドリーム号」は「遊びつくそう！ひみつきち」、「メモリー号」は「ラクテンチの思い出」をコンセプトとしたデザインに更新された。
台車は1951年製で、2000年に近鉄生駒ケーブル宝山寺1号線の1928年製の車両が置き換えられて以来、日本で現役最古のケーブルカー車両用台車となっている。なお、車体は1974年にアルナ工機で製造されたものに乗せ替えられており、前面装飾を施された時も車体は変わっていない。

## 運行形態
20分毎の運転で、所要時間は3分。多客時は臨時便が運転される。休園日（祝日・ゴールデンウィーク・夏休み期間を除く毎週火曜日）運休。

## 運賃
一般の旅客がケーブルカーのみに乗車することはできず、遊園地の入園料も必要となる。ただし特例として、山頂側の乙原の住民とその関係者（住民同行の来客等）は運賃のみでの乗車が可能で、本来の鉄道としての役割も担っている。
ラクテンチ下の「メインゲート」からの入場料金大人1300円・小人600円にケーブルカーの往復運賃が含まれている。ラクテンチ上部の「乙原ゲート」からの入場料金は大人1100円・小人500円でケーブルカー運賃は含まれておらず、ケーブルカーには乗ることはできない。
リニューアル前までは、遊園地の各アトラクションと同一の扱いで、別府ワンダーラクテンチはすべてのアトラクションが1回300円であったので、ケーブルカーも1回（片道）300円であった。遊園地乗り物券を1枚使っての片道利用であった。ただし、一般客が利用するには600円の入場券（遊園地乗り物券2枚使用でも入場可）が必要であった。「Bとくとくパック」という、乗り物券4枚で1000円の割引切符が発売されていたので、ケーブルカーだけを体験乗車する時などは、2枚を入場料金に使用し、残り2枚をケーブルカーの往復乗車用に使用できた。

## 歴史
- 1927年（昭和2年）3月16日 - 木村久太郎に対し鉄道免許状下付[10]。
- 1929年（昭和4年）9月21日 - 別府遊園地索道（木村久太郎経営）が雲泉寺 - 乙原間を開業[11]。
- 1930年（昭和5年）
  - 4月 - 会社設立[12]。
  - 9月7日 - 別府遊園鋼索鉄道に社名変更[13]。
- 1944年（昭和19年） - 不要不急線として休止。鉄の供出のためレールが撤去され、車体の鉄も剥された。
- 1950年（昭和25年）6月16日 - 別府鋼索鉄道により運行再開。
- 1954年（昭和29年）12月20日 - 別府国際観光に譲渡。
- 2003年（平成15年）
  - 11月1日 - 遊園地とともに岡本製作所に譲渡。
  - 11月25日 - 改装のため休止。
- 2004年（平成16年）3月21日 - 遊園地再開とともに運行再開。
- 2008年（平成20年）
  - 8月18日 - ケーブル線を含む別府ワンダーラクテンチの事業を九州観光ホームグループに譲渡することで両者が同意（11月5日事業譲渡計画白紙撤回）。
  - 12月1日 - 別府ワンダーラクテンチ休園。同時にラクテンチケーブル線も運休。
- 2009年（平成21年）7月18日 - ラクテンチ再開。同時にラクテンチケーブル線も再開。
- 2018年（平成30年）6月1日 - 岡本製作所から株式会社ラクテンチが会社分割され、西石油グループに事業譲渡される[4]。

## 駅一覧
雲泉寺（うんせんじ）駅 - 乙原（おとばる）駅
国土交通省届出上の駅名はそれぞれの駅の所在地名から雲泉寺駅、乙原駅となっているが、各駅に駅名が書かれたものはなく、案内上も駅名は使われていない。時刻表などでは山麓側の雲泉寺駅をラクテンチ下駅、山頂側の乙原駅をラクテンチ上駅と表記している。

## 接続路線
- 雲泉寺駅（ラクテンチ下駅）：JR九州日豊本線 別府駅から、亀の井バスで12分、タクシーで5分。